# New Trier Township
Die New Trier Township ist eine Township mit 55.424 Einwohnern (Stand: 2010) und einer Fläche von 42,21 km². Sie liegt nördlich von Chicago im Cook County, Illinois, Vereinigte Staaten und grenzt an den Michigansee.
Die New Trier Highschool aus dem New Trier Township führt in ihrem Logo eine Abbildung der Porta Nigra aus Trier, Deutschland. Die Grenzen des Schulbezirks der New Trier Highschool sind nicht genau deckungsgleich mit den Grenzen der New Trier Township.
Zu der Township gehören die Orte
Wilmette, Kenilworth, Winnetka, Glencoe und Teile von Glenview und Northfield.
Durch das Gebiet des Townships verläuft die Interstate 94.